# Carlos Posadas
Carlos Posadas (* 2. Dezember 1874 in Buenos Aires; † 12. November 1918) war ein argentinischer Tangokomponist, Geiger, Pianist und Gitarrist.

## Leben
Posadas wurde von seinem älteren Bruder Manuel unterrichtet, der seinerseits bei Eugene Ysaye in Belgien studiert hatte. Seine Ausbildung war so gründlich, dass er später in der Lage war, selbst Studenten zu unterrichten. Unter ihnen war die Gitarristin María Luisa Anido. Viele Jahre war er Konzertmeister am Teatro Avenida, wo überwiegend Operetten und Zarzuelas aufgeführt wurden. Daneben spielte er mit einem Orchester Tangos bei den Karnevalsbällen in Buenos Aires. Mit seinem Freund Juan José Castro, der ebenfalls von seinem Bruder unterrichtet worden war, und José María Castro gründete er ein Trio, das bei Gottesdiensten auftrat. Juan José Castro widmete ihm seinen Tango Qué titeo.

## Kompositionen
Seine frühesten Tangos nummerierte Posadas nach dem Vorbild Alberico Spátolas:
- número 1: El Toto (aufgenommen von Juan Maglio)
- número 2: El taita
- número 3: El calote
- número 4: La llorona
- número 5: Igualá y largá (aufgenommen von Juan Maglio)
- número 6: Si me querés, decime (aufgenommen von Juan Maglio)
- número 7: El gringo  (aufgenommen von Juan Maglio)
- número 8: El talero

- Mi comadre (Mazurka)
- Retirao (aufgenommen von Carlos Di Sarli, 1939, und Aníbal Troilo), 1957
- El jagüel (aufgenommen von Aníbal Troilo, 1941 und dreimal von Di Sarli: 1943, 1952 und 1956 sowie von Juan D’Arienzo, 1967)
- Cordón de oro (aufgenommen von Aníbal Troilo, 1941, und Juan D’Arienzo, 1967)
- El tamango (aufgenommen von Aníbal Troilo, 1941, und Juan D’Arienzo, 1967)

- Tímido
- La tacuarita
- Cordón de oro
- El chacarero
- Guanaco
- Don Héctor
- El ventilador
- Enriquito
- Fatal herida
- Indio muerto
- Pituca
- Retirao
- Teodorito
- Un reculié
- Marta
- El flaco
- Mi doctor
- Mi Porota
- Mi ricurita
- Qué parada
- Tené pacienci
- El simpático
- Catita
- El calote
- El talento
- El biguá